# Церковь Успения Пресвятой Богородицы (Ловецкие Борки)
Церковь Успения Пресвятой Богородицы — храм в селе Ловецкие Борки Луховицкого района Московской области. Приход церкви входит в Луховицкий благочиннический округ Московской епархии Русской православной церкви.

## История
Церковь Успения Пресвятой Богородицы ведёт свою историю от деревянной церкви в честь святых бессребреников Кира и Иоанна, построенной в селе Ловецкие Выселки в 1786 году Александром Ивановичем Рославлевым, участником дворцового переворота, совершённого Екатериной Великой именно в день памяти святых бессребреников Кира и Иоанна, 28 июня 1762 года.
В 1854 году построена новая деревянная церковь, а в конце XIX века была построена каменная Церковь Успения Пресвятой Богородицы, освященная 25 августа 1891 года. Храм изначально не имел колокольни, которая была пристроена позже. В советское время церковь закрыли и использовали в качестве зернохранилища.

## Устройство
Архитектура церкви сочетает формы готики и русско-византийского стиля. Церковь имеет форму креста. Построена из облицовочного кирпича. Частично сохранились росписи и резной деревянный иконостас.
Церковь имеет три придела, соединённых между собой:
- престол в честь Успения Пресвятой Богородицы — главный
- престол в честь святых бессребреников Кира и Иоанна
- престол — данные потеряны

## Современная жизнь
Церковь возвращена верующим и вновь открыта в 2001 году. До 2006 года, приход был приписан кЦеркви Трёх Святителей в Белоомуте. В настоящее время ведутся реставрационные работы. Богослужения проводятся только во дни престольных праздников.

## Духовенство
Настоятель храма — протоиерей Сергий Тимохин